# 李奧·莫澤
李奧·莫澤（Leo Moser，1921年4月11日—1970年2月9日）是奥地利裔加拿大的数学家，以其多边形符号而闻名。
李奧·莫澤出生于維也納，三岁时随父母移民至加拿大。他于1943年取得曼尼托巴大学理学的學士学位，并于1945年取得多伦多大学理学硕士学位。其後，他前往北卡罗来纳大学，在阿爾弗雷德·布勞爾指導下，獲得博士学位。 1950年，他开始遭受反复发作的心脏问题。他在德州技术学院任职一年，并于1951年到阿尔伯塔大学任教，直到48岁去世。
1966年，他提出了一个莫澤蠕虫问題，这是离散几何學中的一个开放问题。